# Hanna Karwowska
Hanna Karwowska, właśc. Helena Aleksandra Karwowska (ur. 12 grudnia 1921 w Warszawie, zm. 20 lutego 2011 w Clearwater na Florydzie) – polska aktorka filmowa okresu międzywojennego.

## Życiorys
Hanna Karwowska mieszkała w Warszawie przy ul. Marszałkowskiej 58. Zaczynała jako tancerka. Pobierała nauki u Jadwigi Hryniewieckiej, baletmistrzyni  i choreografki w Teatrze Wielkim. W wieku 14 lat otrzymała pierwszą niewielką rolę w filmie. Do czasu kolejnej produkcji filmowej grała dwie niewielkie role w teatrze. W 1938 roku zagrała główną rolę w filmie "Strachy" w reżyserii Eugeniusza Cękalskiego i Karola Szołowskiego. Pomimo dość dobrych recenzji i trzyletniego kontraktu ze "Spółdzielnią Autorów Filmowych" do wybuchu wojny nie otrzymała żadnej propozycji filmowej.
"Nowo odkryta gwiazda, Hanna Karwowska jest jeszcze materiałem dość surowym, nie zawsze sobie radzi z dialogiem, ale ma urodę prawdziwie filmową, jest naturalna, szczera, pełna wdzięku i niewątpliwie uzdolniona" - pisano w tygodniku "Kino".
W tym czasie uczyła się prywatnie śpiewu i dykcji. Przygotowywała się do egzaminu w Państwowym Instytucie Sztuki Teatralnej, do którego planowała przystąpić w 1940 roku. W 1939 roku występowała w Teatrze Kameralnym. Zdała małą maturę i wyjechała do Londynu. Od 1940 roku mieszkała w Wielkiej Brytanii, gdzie pracowała jako sekretarka w redakcji „Dziennika Polskiego” i wystąpiła w fabularyzowanym dokumencie Cękalskiego Marynarz polski - Dzieje przeciętnego człowieka. Po wojnie zrezygnowała z kariery aktorskiej. W styczniu 1947 wyjechała do Stanów Zjednoczonych, gdzie 27 czerwca 1949 otrzymała amerykańskie obywatelstwo. Pod koniec lat 60. Karwowska zamieszkała z matką we Francji i jedynie sporadycznie odwiedzała Polskę. Po śmierci matki wróciła do Stanów Zjednoczonych, gdzie spędziła ostatnie lata życie w Clearwater na Florydzie.
Hanna Karwowska czterokrotnie wchodziła w związki małżeńskie. W marcu 1941 w Londynie wyszła za mąż za Alfreda Chłapowskiego, syna ambasadora RP we Francji, Alfreda Stefana Chłapowskiego, lecz małżeństwo po roku zakończyło się rozwodem. 28 stycznia 1947 w Nowym Jorku została żoną George’a G. Berga. Ten związek rozpadł się w 1949 lub 1950. 2 stycznia 1954 roku w Miami Beach jej trzecim mężem został biznesmen Kenneth Andrew Meredith, były prezes firmy Oxford Manufacturing Company w Atlancie. W styczniu 1955 małżonkowie uzyskali rozwód w meksykańskim stanie Chihuahua. 15 sierpnia 1959 w Chamonix-Mont-Blanc w Alpach, a następnie 14 kwietnia 1960 w Nowym Jorku poślubiła geografa i prezesa Amerykańskiego Towarzystwa Geograficznego Waltera Abbotta Wooda. Czwarte małżeństwo Karwowskiej zakończyło się rozwodem 22 maja 1968.

## Filmografia
- 1937: Dziewczęta z Nowolipek jako Alisia
- 1938: Strachy jako Teresa Sikorzanka
- 1943: Marynarz polski - Dzieje przeciętnego człowieka jako dziewczyna